# Togg

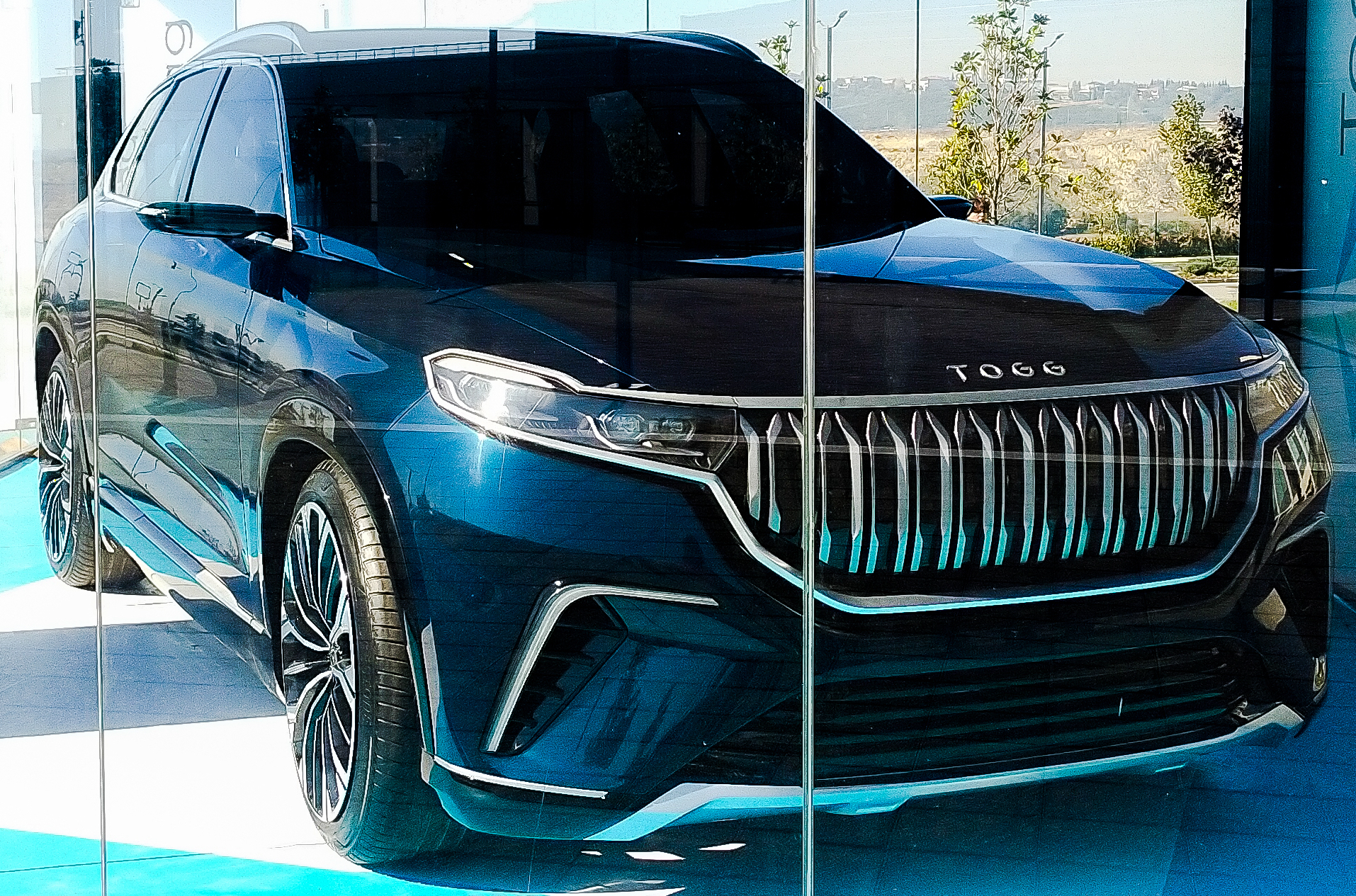
TOGG C-SUV Concept (2019)

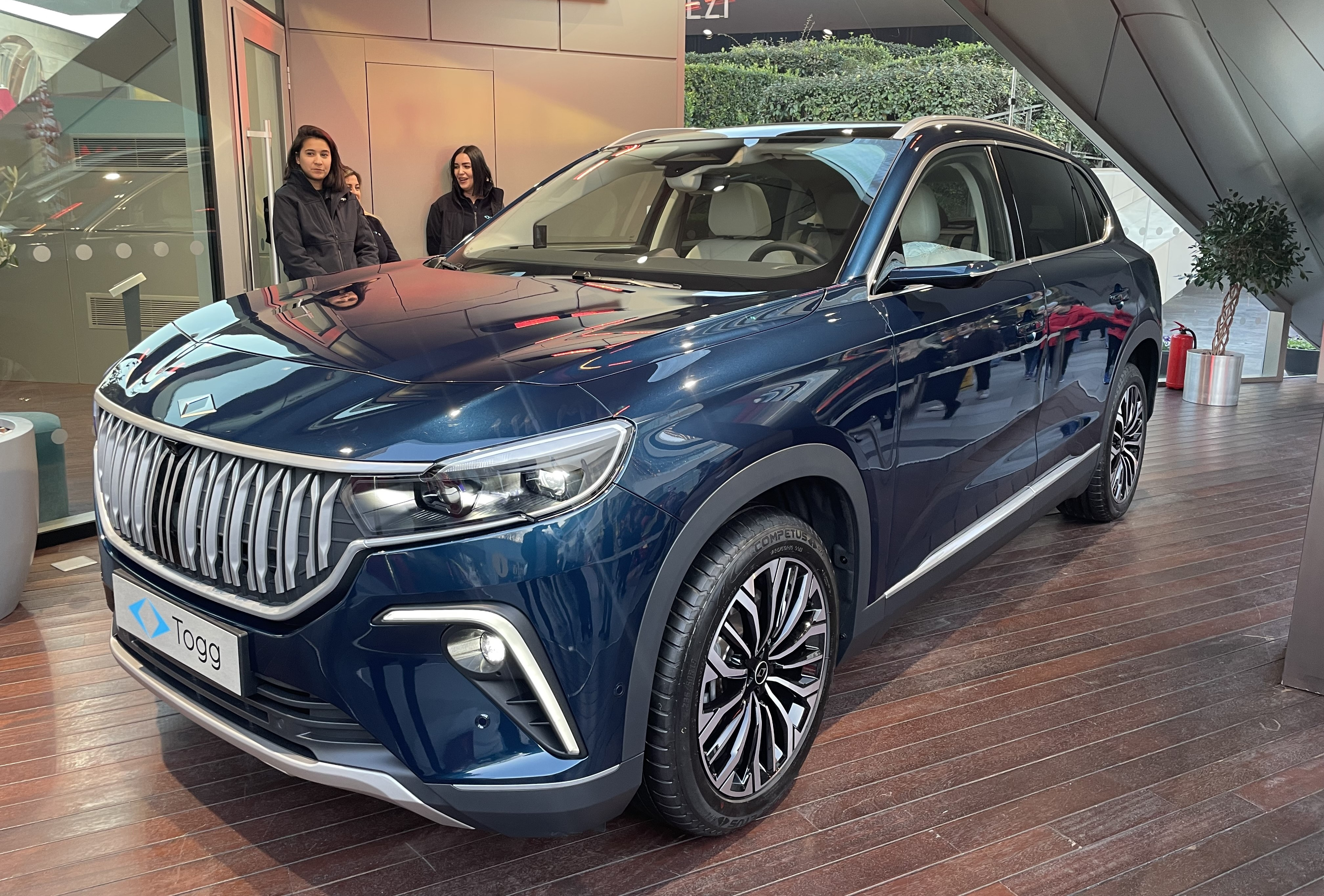
Togg T10X (2023)

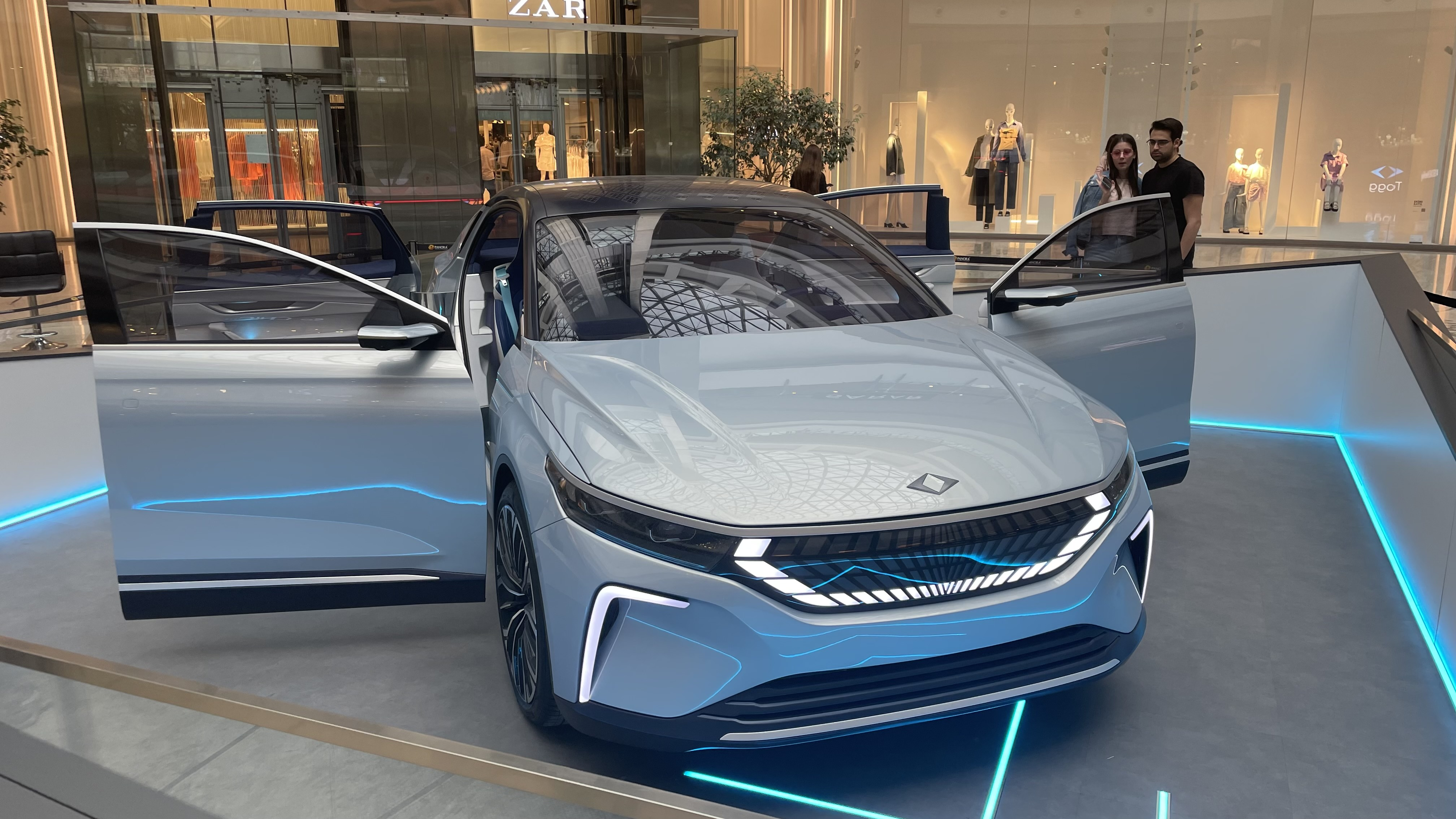
Togg T10F (2024)

Togg – turecki państwowy producent elektrycznych samochodów osobowych, z siedzibą w Gebze, działający od 2018 roku. Należy do joint-venture 6 tureckich koncernów wielobranżowych.

## Historia

### Początki
W drugiej dekadzie XXI wieku prezydent Turcji Recep Tayyip Erdoğan zainicjował przedsięwzięcie utworzenia nowego, narodowego producenta samochodów osobowych. Efektem tego było ogłoszenie w listopadzie 2017 roku planów wprowadzenia na rynek marki TOGG, która oficjalnie rozpoczęła działalność w 2018 roku. Strukturę własności spółki o pełnej nazwie Türkiye'nin Otomobili Girişim Grubu A.Ş. tworzy kooperacja 6 różnych tureckich firm ze strategicznych sektorów, na czele z rodzimym producentem samochodów użytkowych BMC, koncernem telekomunikacyjnym Turkcell i producentem alkoholi Anadolu Group.
27 grudnia 2019 roku odbyła się oficjalna prezentacja prototypów dwóch pierwszych samochodów marki TOGG w siedzibie spółki w tureckim Gebze. Podczas wydarzenia przedstawiono projekt kompaktowego SUV-a o napędzie elektrycznym oraz kompaktowego sedana, również napędzanego prądem. Zasięg produkcyjnych samochodów określono na ok. od 300 do 500 kilometrów. W planach znalazły się wówczas także dwa warianty silnika elektrycznego: o mocy 147 kW (200 KM) i 294 kW (400 KM). Za stylistykę pojazdów odpowiadało włoskie studio Pininfarina. Za pierwszy produkcyjny model określono seryjny wariant studium SUV-a, z premierą wyznaczoną na 2022 rok.

### Rozwój
18 lipca 2020 roku rozpoczęła się budowa zakładów produkcyjnych TOGG w mieście Gemlik na przedmieściach Bursy. Dokładnie rok później, w niedzielę 18 lipca udało się z powodzeniem wyprodukować szkielet karoserii modelu C-SUV, deklarując, że do tego celu wykorzystano wyłącznie tureckiej produkcji podzespoły. Początek seryjnej produkcji, zgodnie z wcześniejszymi zapowiedziam, ponownie określony został na początek 2022 roku. Rok później, spółki zarządzające TOGG dokonały dokapitalizacji z pułapu 150 milionów lir tureckich do ok. miliarda lir. Jednocześnie główni udziałowcy zwiększyli pakiet akcji z 18% do 23%, a TOBB - z 5% do 8%. W grudniu tego samego toku TOGG przedstawił swój znak firmowy wraz z logotypem po rebrandingu, dokonując także zmiany zapisu firmy na "Togg".
W styczniu 2022 Togg zaznaczył swoją obecność na arenie międzynarodowej, organizując stoisko podczas międzynarodowych targów technologicznych CES 2022 w amerykańskim Las Vegas. Turecka spółka przedstawiła wówczas rozwinięcie prototypu sedana z 2019 roku w postaci zaprojektowanego przez Pininfarinę studium Togg Transition Concept, z początkiem produkcji określonym na 2024 rok. W maju 2022 roku na niemieckich ulicach sfotografowano przedprodukcyjny, zamaskowany egzemplarz seryjnego modelu o kryptonimie "C-SUV". 29 października 2022 zainaugurowano z kolei otwarie ukończonej fabryki samochodów, z której linii produkcyjnych zjechały pierwsze przedprodukcyjne egzemplarze SUV-a, z planami stopniowego zwiększania mocy produkcyjnych w kolejnych miesiącach. W połowie marca 2023 przedstawiono oficjalną nazwę pierwszego produkcyjnego pojazdu tureckiej firmy, Togg T10X, wraz ze specyfikacją techniczną oraz cennikiem i wariantami napędowymi. 
Pół roku po rozpoczęciu sprzedaży T10X na rodzimym rynku tureckim dostarczono 3,4 tysiąca egzemplarzy, stanowiąc we wrześniu 2023 33-procentowy udział w lokalnym rynku samochodów elektrycznych. W styczniu 2024 firma przedstawiła drugi produkcyjny model w postaci sedana T10F, planując go wdrożyć do produkcji w ciągu roku, do początku 2025.

## Modele samochodów

### Obecnie produkowane
- T10X

### Planowane
- T10F

### Studyjne
- TOGG Sedan (2019)
- TOGG C-SUV (2019)
- Togg Transition Concept (2022)